# Златопіль (Криворізький район)
Зла́топіль — село в Україні, Криворізькому районі Дніпропетровської області. 
Орган місцевого самоврядування — Новопільська сільська рада. Населення — 141 мешканець.

## Географія
Село Златопіль примикає до сіл Новомайське і Коломійцеве, на відстані 1 км знаходяться села Новопілля і Степове. По селу протікає пересихаючий струмок з загатою. Поруч проходять автомобільна дорога Н11 і Т 0434 і залізниця, станція Кривий Ріг-Сортувальний за 1,5 км.

## Населення

### Мова
Розподіл населення за рідною мовою за даними перепису 2001 року:
| Мова            | Кількість | Відсоток |
| --------------- | --------- | -------- |
| українська      | 115       | 81.56%   |
| циганська       | 12        | 8.51%    |
| російська       | 10        | 7.09%    |
| інші/не вказали | 4         | 2.84%    |
| Усього          | 141       | 100%     |